# Metallesthes
Metallesthes is een geslacht van kevers uit de familie bladsprietkevers (Scarabaeidae). Het geslacht werd voor het eerst wetenschappelijk beschreven in 1880 door Kraatz.

## Soorten
- Metallesthes metallescens (White, 1859)
- Metallesthes unicolor (MacLeay, 1863)